# Pixvae
Pixvae es un corregimiento del distrito de Las Palmas en la provincia de Veraguas, República de Panamá. La localidad tiene 820 habitantes (2010).